# Cabrera (kommun i Colombia, Cundinamarca, lat 3,87, long -74,47)
Cabrera är en kommun i Colombia.   Den ligger i departementet Cundinamarca, i den centrala delen av landet, 90 km sydväst om huvudstaden Bogotá. Antalet invånare är 4 684.